# Prefettura apostolica del Congo inferiore

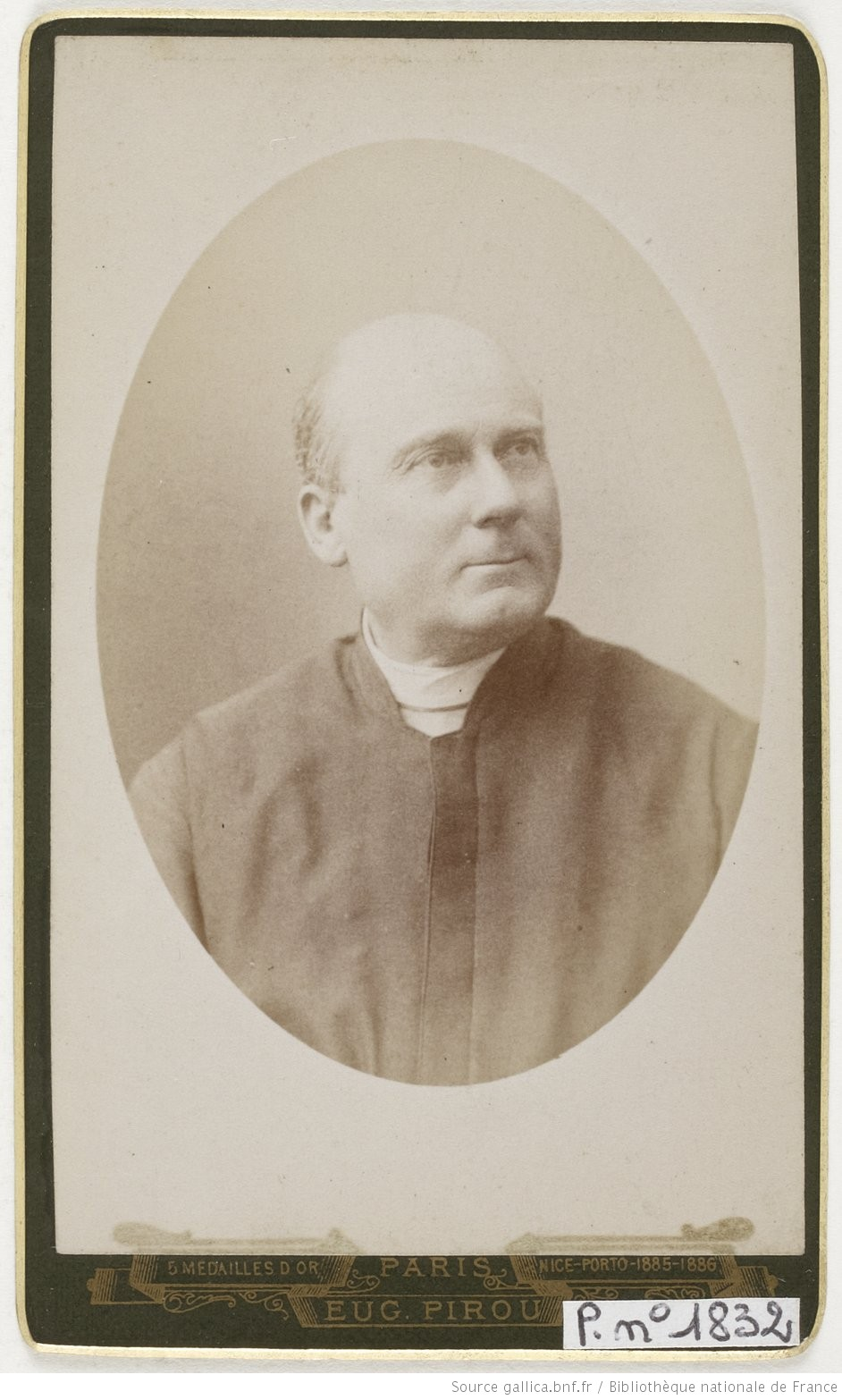
Charles Duparquet, viceprefetto apostolico dal 1873 al 1878.

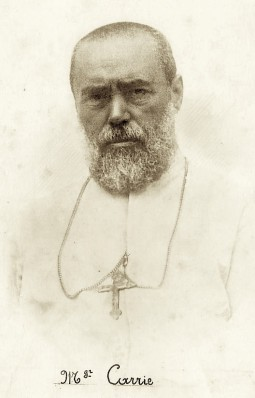
Hippolyte Carrie, viceprefetto apostolico dal 1878 al 1886.

La prefettura apostolica del Congo inferiore (in latino Praefectura Apostolica Congi Inferioris) è una sede soppressa della Chiesa cattolica in Angola.

## Territorio
La prefettura apostolica copriva un vasto territorio dell'Africa equatoriale, compreso nelle colonie del Congo portoghese, del Congo belga e del Congo Francese. Dopo le modifiche dell'Ottocento, in particolare quelle del 1886, il suo territorio verrà limitato ai soli confini del Congo portoghese (o Angola). In larga parte esso si sovrapponeva con quello della diocesi del Congo in Angola (chiamata anche diocesi di São Paulo de Loanda).
Sede prefettizia era la città di Lândana, oggi chiamata Cacongo, nella provincia di Cabinda, dove funzionava anche un seminario per la formazione teologica dei preti.

## Storia
La prefettura apostolica del Congo è stata eretta con il decreto Referente Eminentissimo di Propaganda Fide il 27 giugno 1640, e affidata alle cure dei missionari Cappuccini italiani. La prefettura fu eretta per venire incontro alle difficoltà dei vescovi di San Paolo di Loanda, i quali, per mancanza di preti, non potevano garantire l'evangelizzazione su un immenso territorio, che essi pretendevano arrivasse fino a Capo Lopez, nell'odierno Gabon.
Il decreto menziona anche i primi missionari cappuccini inviati in Africa: il prefetto apostolico Bonaventura di Alessano, coadiuvato dai frati Giuseppe di Milano, Giovanni Francesco di Cittaducale e Bonaventura di Torella. Altri si aggiungeranno a questo primo drappello di missionari, che raggiunsero il Congo alla fine di maggio del 1645 e la capitale del regno del Congo, San Salvador, il 2 settembre dello stesso anno.
La creazione della prefettura apostolica non fu riconosciuta dal governo portoghese, soprattutto perché non sottomessa al padroado, e questo portò a una serie di conflitti con i vescovi di San Paolo di Loanda. Il 6 maggio 1653 un decreto di Propaganda Fide stabilì che i missionari cappuccini non potessero esercitare il loro ministero a meno di cinque leghe da un prete della diocesi di San Paolo di Loanda. Un altro decreto del 14 gennaio 1726 regolò ulteriormente i rapporti di "buon vicinato" tra i missionari cappuccini e i vescovi e il clero della diocesi di San Paolo di Loanda.
Tuttavia le guerre in Europa, la rivoluzione francese e le guerre napoleoniche, e la soppressione delle Congregazioni religiose, mise in crisi le missioni africane, e di fatto la prefettura apostolica del Congo fu abbandonata. Il 7 maggio 1835 il prefetto apostolico Bernardo da Burgio lasciò il Paese; fu l'ultimo di oltre 400 missionari cappuccini che per due secoli evangelizzarono il Congo.
Fu solo nella seconda metà dell'Ottocento che la Santa Sede poté affidare la prefettura apostolica ad una nuova congregazione religiosa, dopo che i Cappuccini avevano espresso la loro impossibilità a continuare la missione. Il 9 settembre 1865, con il decreto Saeculo XV labente, Propaganda Fide affidò la prefettura apostolica ai missionari della Congregazione dello Spirito Santo. Il decreto non specificava i confini della prefettura apostolica, ma precisava che essa era posta «sub immediata S. Sedis dependentia, et praeservata Angolensis praesulis jurisdictione», ossia fatti salvi gli accordi del 1726 con i vescovi della diocesi di San Paolo di Loanda.
Per i primi anni, prefetto de iure era il superiore generale dei padri spiritani, il quale nominava un vice-prefetto che lo rappresentava in terra di missione; solo nel 1886 fu nominato il primo prefetto residente, nella persona di Gustave Jaunie.
I confini della prefettura furono più chiari, quando furono erette nuove circoscrizioni ecclesiastiche: a sud, la prefettura apostolica di Cimbebasia (divenuta in seguito prefettura apostolica di Cubango) il 3 luglio 1879; a nord, il vicariato apostolico del Congo francese (oggi arcidiocesi di Pointe-Noire nella repubblica del Congo) il 4 giugno 1886, e la missione sui iuris del Congo indipendente (oggi arcidiocesi di Kinshasa nella Repubblica Democratica del Congo) il 22 novembre 1886. In questo modo i confini della prefettura apostolica furono fatti coincidere con quelli della parte settentrionale della colonia portoghese di Angola, compresa l'exclave di Cabinda. Con la creazione del vicariato apostolico del Congo francese, la prefettura apostolica assunse il nome di prefettura apostolica del Congo inferiore (in francese: Préfecture apostolique du Bas-Congo).
La prefettura apostolica sopravvisse fino al 1940, quando, con la bolla Sollemnibus Conventionibus del 4 settembre, fu riorganizzata la Chiesa cattolica in Angola e la prefettura apostolica del Congo inferiore fu soppressa a vantaggio dell'arcidiocesi di Luanda (l'antica diocesi di San Paolo di Loanda), e a vantaggio dell'erezione della diocesi di Silva Porto (oggi diocesi di Kwito-Bié).

## Cronotassi

### Prefetti apostolici cappuccini
- Bonaventura da Alessano, O.F.M.Cap. † (25 giugno 1640 - 2 aprile 1651 deceduto)[9]
- Giacinto da Vetralla, O.F.M.Cap. † (1651 - maggio 1657 dimesso)[10][11]
  - Crisostomo da Genova, O.F.M.Cap. † (maggio 1657 - 1661) (viceprefetto)[12]
- Antonio da Roma (o da Gaeta), O.F.M.Cap. † (circa 1661 - 9 giugno 1662 deceduto)[13]
- Gianmaria da Pavia, O.F.M.Cap. † (1662 - 12 gennaio 1667 deceduto)[14]
- Crisostomo da Genova, O.F.M.Cap. † (17 giugno 1670 - 1672 dimesso)[12]
- Giovanni Antonio da Montecuccolo, O.F.M.Cap. † (30 maggio 1672 - 1676 dimesso)[15]
- Paolo Francesco da Porto Maurizio, O.F.M.Cap. † (maggio 1676 - circa 1682 dimesso)
- Giovanni romano, O.F.M.Cap. † (20 luglio 1682 - inizi del 1685 deceduto)[16]
- Tommaso da Sestola, O.F.M.Cap. † (1687 - 11 maggio 1689 deceduto)[17]
  - Angelo Francesco da Milano, O.F.M.Cap. † (1689 - 1693) (viceprefetto)[18]
- Francesco da Pavia, O.F.M.Cap. † (19 gennaio 1693 - inizi del 1702 dimesso)[19]
- Colombano da Bologna, O.F.M.Cap. † (20 agosto 1703 - 1711 dimesso)[20]
- Lorenzo da Lucca, O.F.M.Cap. † (7 settembre 1711 - circa 1721 dimesso)
- Giuseppe da Modena, O.F.M.Cap. † (1721 - dicembre 1725 deceduto)[21]
- Anselmo da Castelvetrano, O.F.M.Cap. † (1727 - circa 1732 dimesso)[22]
- Bonaventura dalle Grotte, O.F.M.Cap. † (circa 1732 - circa 1738 dimesso)[23]
- Francesco da Gazoldo, O.F.M.Cap. † (15 settembre 1738 - 1746 deceduto)[24]
- Giacinto da Bologna, O.F.M.Cap. † (10 luglio 1747 - 1754 dimesso)[25]
- Rosario del Parco, O.F.M.Cap. † (17 agosto 1754 - 1761 dimesso)[26]
- Sebastiano da Taggia, O.F.M.Cap. † (15 settembre 1761 - circa 1776 dimesso)[27]
- Stefano da Castelletto, O.F.M.Cap. † (19 agosto 1776 - 19 maggio 1777 deceduto)[28]
- Paolo Antonio da Varazze, O.F.M.Cap. † (26 gennaio 1778 - 1779 ? dimesso)[29]
- Bonaventura da Ceriano, O.F.M.Cap. † (circa 1779 - 1792 dimesso)[30]
- Bernardo Maria da Canicattì, O.F.M.Cap. † (11 agosto 1792 - 1794 dimesso)[31]
- Serafino da Acqui, O.F.M.Cap. † (11 luglio 1794 - circa 1803 dimesso)[32]
- Bernardo Maria da Canicattì, O.F.M.Cap. † (circa 1803 - 1795 dimesso)[31] (per la seconda volta)
- Luigi da Assisi, O.F.M.Cap. † (18 settembre 1805 - luglio 1815 deceduto)[33]
- Zanobi Maria da Firenze, O.F.M.Cap. † (1815 - 29 agosto 1820 nominato vicario apostolico del Tibet-Hindustan)[34]
  - Sede vacante (1820-1825)
- Bernardo da Burgio, O.F.M.Cap. † (1825 - 1835 dimesso)[35]
  - Sede vacante (1835-1866)

### Prefetti apostolici spiritani
- Jean Poussot, C.S.Sp. † (14 gennaio 1866[36] - 1870 dimesso) (vice-prefetto)
  - Sede vacante (1870-1873)
- Charles Duparquet, C.S.Sp. † (1873 - 1878) (vice-prefetto)[37]
- Hippolyte Carrie, C.S.Sp. † (1878 - 8 giugno 1886 nominato vicario apostolico del Congo francese) (vice-prefetto)
- Gustave Jaunie (o Jauny), C.S.Sp. † (1886 - 1887 dimesso)[38]
- Pascal Campana, C.S.Sp. † (11 dicembre 1887[39] - 26 dicembre 1901 deceduto)
- Joseph Magalhaes, C.S.Sp. † (28 gennaio 1902[40] - 1917)
- Faustino Moreira dos Santos, C.S.Sp. † (1º giugno 1919 - 28 gennaio 1941 nominato vescovo di Santiago di Capo Verde)